# Beraji
Beraji is een bestuurslaag in het regentschap Sumenep van de provincie Oost-Java, Indonesië. Beraji telt 1677 inwoners (volkstelling 2010).